# Jefferson (Wisconsin)
Jefferson település az Amerikai Egyesült Államok Wisconsin államában, Jefferson megyében, melynek megyeszékhelye is. Lakosainak száma 7793 fő (2020. április 1.).

## Népesség
A település népességének változása:

| 2010 | 7 973 |
| 2020 | 7 793 |